# Wikipedia tiếng Nhật
Wikipedia tiếng Nhật (ウィキペディア日本語版 (Wikipedia Nhật Bản Ngữ Bản) Wikipedia Nihongo-ban, nghĩa là "Wikipedia: bản tiếng Nhật") là phiên bản tiếng Nhật của Wikipedia, bách khoa toàn thư mở.
Wikipedia phiên bản tiếng Nhật đã từng nhiều năm liền xếp thứ 5 sau Wikipedia tiếng Anh, Wikipedia tiếng Đức, Wikipedia tiếng Pháp và Wikipedia tiếng Ba Lan. Tính đến tháng 6 năm 2020, đây là phiên bản được truy cập nhiều thứ hai chỉ sau phiên bản nguyên gốc tiếng Anh.
Khởi tạo vào ngày tháng 9 năm 2002, Wikipedia phiên bản tiếng Nhật đạt 200.000 bài viết vào tháng 4 năm 2006 và 500.000 bài viết vào tháng 6 tháng 2008. Đến tháng 1 năm 2016, phiên bản Wikipedia tiếng Nhật có số bài viết vượt ngưỡng 1.000.000 bài viết. Tính đến tháng 7 năm 2025, phiên bản Wikipedia tiếng Nhật đã có tổng cộng hơn 1.466.000 bài viết.

## Lịch sử
Tháng ba năm 2001, ba phiên bản ngoài tiếng Anh của Wikipedia đã được tạo ra là bản tiếng Đức, tiếng Catalunya và tiếng Nhật. Địa chỉ cũ của Wikipedia tiếng Nhật từng là http://nihongo.wikipedia.com Lưu trữ ngày 5 tháng 4 năm 2001 tại Wayback Machine, và mọi bài viết khi đó đã được viết bằng bảng chữ cái Latin hay romaji, khi mà phần mềm vẫn chưa thể biểu thị hệ thống chữ viết tiếng Nhật. Trang Chính khi đó cũng được để dưới dạng chữ dọc.
Bài viết đầu tiên của Wikipedia tiếng Nhật là "Nihongo no Funimekusu" - "Âm vị học trong tiếng Nhật". Tới tháng 12 năm 2003, Wikipedia tiếng Nhật mới chỉ có duy nhất hai bài viết. 